# 歡迎來到日本，妖精小姐。
《歡迎來到日本，妖精小姐。》是鈴木創作的日本輕小說系列，擔任插畫，於2017年2月起在小說連載網站《成為小說家吧》上連載。改編漫畫由青乃下作畫，於2018年12月開始連載。改編電視動畫於2025年1月至3月播出。

## 登場人物

### 主角
北瀨一廣／卡茲西霍（聲：小林裕介、渡部惠子（少年期））
一個25歲的非常認真、普通的上班族。他從小就擁有往返夢境與現實世界之間的神秘能力。在異世界，他自稱‘卡茲西霍’（一廣的拼寫為‘Kazuhiro’，因童年的拼寫錯誤成了‘Kazuhiho’）並且衰老很慢，他仍然是15歲，是與瑪莉一起旅行的幻劍士。
瑪莉／瑪莉亞貝爾（聲：本渡楓）
和卡茲西霍在夢境世界中所遇見的精靈少女。她是一位好奇心旺盛而好學的魔法師，在被卡茲西霍環遊世界的能力所吸引後，對現代日本的美食和文化著迷。隨著時間的推移，她愛上了一廣／卡茲西霍。

### 異世界
烏麗德菈（聲：內山夕實）
卡茲西霍和瑪莉在遺跡的最深處遇見的龍女，種族為魔導龍。是一種擁有超越人類理解能力的巨大魔力的生物，但也有傳言說她以人類的形態出現在人類的村莊裡。與冒險者公會會長互相認識。有每一千年產卵的習慣，在一千年前由於產下的蛋被盜，為了奪回蛋而攻入偷蛋賊原本所在的城市，並把該地作為自己的巢穴。
繆伊（聲：佐佐木李子）
猫族的孩子。擅長操縱魔石，被竊賊注意這點到並加以利用。可以使用魔石召喚巨型怪物。
阿賈（聲：千葉繁）
哈卡姆（聲：大泊貴揮）
史凡（聲：森久保祥太郎）
死靈使（聲：大久保瑠美）
露多莉（聲：井上麻里奈）
魔法師，瑪莉的師傅。
公會長（聲：飛田展男）
魔法師公會的公會長。
傑拉·薩烏桑德（聲：鈴木崚汰）
朵菈（聲：河瀨茉希）

### 現世
一條薰子（聲：矢作紗友里）
北瀬的青梅竹馬與鄰居，兩人是非常熟識的好朋友。本身是圖書館管理員，對語言能力很強，但每次都差點被不會日語的瑪莉搞到吐血。
一條徹（聲：濱田賢二）
北瀬的鄰居，薰子的老公。由於已經結婚，對感情的第六感很強，看到北瀨與瑪莉的互動時一言點出兩人絕非只是親戚。
一廣的祖父（聲：西村知道）

## 出版書籍

### 小說
| 卷數 | Hobby Japan    | Hobby Japan            | 青文出版社    | 青文出版社             |
| 卷數 | 發售日期       | ISBN                   | 發售日期      | ISBN                   |
| ---- | -------------- | ---------------------- | ------------- | ---------------------- |
| 1    | 2018年8月25日  | ISBN 978-4-7986-1735-0 | 2020年7月15日 | ISBN 978-986-512-275-1 |
| 2    | 2018年12月22日 | ISBN 978-4-7986-1843-2 |               |                        |
| 3    | 2019年5月24日  | ISBN 978-4-7986-1912-5 |               |                        |
| 4    | 2019年9月21日  | ISBN 978-4-7986-2001-5 |               |                        |
| 5    | 2020年2月22日  | ISBN 978-4-7986-2107-4 |               |                        |
| 6    | 2020年7月22日  | 不適用                 |               |                        |
| 7    | 2021年7月19日  | 不適用                 |               |                        |
| 8    | 2022年10月19日 | 不適用                 |               |                        |
| 9    | 2023年10月19日 | 不適用                 |               |                        |
| 10   | 2025年1月18日  | 不適用                 |               |                        |

### 漫畫
| 卷數 | Hobby Japan    | Hobby Japan            | 青文出版社    | 青文出版社             |
| 卷數 | 發售日期       | ISBN                   | 發售日期      | ISBN                   |
| ---- | -------------- | ---------------------- | ------------- | ---------------------- |
| 1    | 2019年5月27日  | ISBN 978-4-7986-1935-4 | 2020年3月12日 | ISBN 978-986-512-244-7 |
| 2    | 2020年3月27日  | ISBN 978-4-7986-2155-5 |               |                        |
| 3    | 2020年8月27日  | ISBN 978-4-7986-2251-4 |               |                        |
| 4    | 2021年3月1日   | ISBN 978-4-7986-2431-0 |               |                        |
| 5    | 2021年9月1日   | ISBN 978-4-7986-2585-0 |               |                        |
| 6    | 2022年3月1日   | ISBN 978-4-7986-2652-9 |               |                        |
| 7    | 2022年9月29日  | ISBN 978-4-7986-2884-4 |               |                        |
| 8    | 2023年5月1日   | ISBN 978-4-7986-3071-7 |               |                        |
| 9    | 2023年12月28日 | ISBN 978-4-7986-3332-9 |               |                        |
| 10   | 2024年8月1日   | ISBN 978-4-7986-3562-0 |               |                        |
| 11   | 2025年3月1日   | ISBN 978-4-7986-3775-4 |               |                        |

## 電視動畫

### 製作人員
- 原作：鈴木
- 人物原案：
- 導演：喜多幡徹
- 劇本統籌、劇本：吉永亞矢
- 人物設定：平山円、堀井久美
- 色彩設計：松山愛子
- 美術導演：坂上裕文、岡山優美
- 攝影導演：齊藤朋美
- 編輯：宇都宮正記
- 音響導演：森下廣人
- 音響製作：
- 音樂：
- 音樂製作：Lantis
- 音樂製作人：長尾拓馬
- 動畫製作人：浦川章太
- 動畫製作：ZERO-G[3]
- 製作：「歡迎來到日本，妖精小姐」製作委員會

### 主題曲
片頭曲Palette Days
演唱：繆伊（佐佐木李子），作詞：真崎絵梨花，作曲、編曲：KOUGA。
片尾曲Yummy Yummy
演唱：樋口楓、叶，作詞、作曲：山田智和、Yo-SK，編曲：白戶佑輔。

### 各話列表
| 話數   | 標題                       | 分鏡     | 演出       | 作畫監督                                                                                         | 總作畫監督                 | 首播日期       |
| ------ | -------------------------- | -------- | ---------- | ------------------------------------------------------------------------------------------------ | -------------------------- | -------------- |
| 第1話  | 早安，妖精小姐             | 喜多幡徹 | 喜多幡徹   | 谷津美弥子、小澤元                                                                               | 平山圓、堀井久美、安田好孝 | 2025年 1月10日 |
| 第2話  | 是豬排蓋飯喔，妖精小姐。   | 增田敏彥 | 宇都宮正記 | 真邊久輝、加藤照代、BEEP                                                                         | 平山圓、堀井久美、安田好孝 | 1月17日        |
| 第3話  | 失落的魔石                 | 西森章   | 盛嶺矢     | 櫻井拓郎、井上善勝、張金浩                                                                       | 平山圓、堀井久美、安田好孝 | 1月24日        |
| 第4話  | 晚安，妖精小姐。           | 明比隆一 | JOL        | 小田真弓、柳野龍男、玉里榮二、松村康功、森悦史、北島勇樹、山口保則、鄭州点線一幀文化傳媒有限公司 | 平山圓、堀井久美、安田好孝 | 1月31日        |
| 第5話  | 夢幻劍士                   | 西森章   | 倉谷涼一   | 澤田博範、吉岡敏幸、TripleA、孫振亮、丘、味增拉麵、夢潤                                          | 平山圓、堀井久美           | 2月7日         |
| 第6話  | 是法國菜喔，妖精小姐。     | 明比隆一 | 高林久彌   | 小澤園、谷津美彌子、山口保則、真邊久輝、BEEP                                                     | 平山圓、堀井久美           | 2月14日        |
| 第7話  | 耀眼的魔石                 | 増田敏彦 | 倉谷涼一   | 小澤圓、谷津美弥子、加藤照代、真邊久輝                                                           | 平山圓、堀井久美、安田好孝 | 2月21日        |
| 第8話  | 歡迎來到日本，魔導龍小姐。 | 西森章   | 喜多幡徹   | 過灿、徐小山、猪猪、劉簾、参窦、拾月動画、无锡市樱花卡通有限公司、Triple A                       | 平山圓、堀井久美、安田好孝 | 2月28日        |
| 第9話  | 天啟與憨直                 | 增田敏彦 | 喜多幡徹   | 過灿、徐小山、猪猪、但伊楊、魏丽娟、劉簾、参窦、拾月動画、无锡市樱花卡通有限公司、Triple A       | 平山圓、堀井久美、安田好孝 | 3月7日         |
| 第10話 | 愉快的古代迷宮             | 西森章   | 高林久彌   | 小澤圓、真邊久輝、加藤照代、Triple A、BEEP                                                       | 平山圓、堀井久美、安田好孝 | 3月14日        |
| 第11話 | 兩人一貓，漫遊青森         | 岩永大慈 | 岩永大慈   | 佐佐木晴也                                                                                       | 安田好孝                   | 3月21日        |
| 第12話 | 是櫻吹雪喔，妖精小姐       | 喜多幡徹 | 喜多幡徹   | 澤田博範、谷津美彌子、真邊久輝、加藤照代、Triple A                                               | 平山圓、堀井久美、安田好孝 | 3月28日        |

### 播放平台
| 播放日期              | 播放時間（UTC+9）  | 播放電視台 | 播放地區   | 備註  |
| --------------------- | ------------------ | ---------- | ---------- | ----- |
| 2025年1月10日—3月28日 | 星期五 22:30—23:00 | AT-X       | 日本全域   | [ a ] |
| 2025年1月11日—3月29日 | 星期六 1:53—2:23   | MBS        | 近畿廣域圈 |       |
|                       |                    | TBS        | 關東廣域圈 |       |
|                       |                    | CBC        | 中京廣域圈 |       |
| 2025年1月13日—3月31日 | 星期一 23:30—0:00  | BS日本     | 日本全域   | [ b ] |

### BD
| 卷數 | 發售日期      | 收錄話數     | 規格編號   | 規格編號   |
| 卷數 | 發售日期      | 收錄話數     | 通常版     | 限定預約版 |
| ---- | ------------- | ------------ | ---------- | ---------- |
| BOX  | 2025年6月11日 | 第1話—第12話 | BSTD-21011 | BSTD-20744 |

## 外部連結
- 小說連載網站（日語）
- 電視動畫官方網站（日語）